# Johann Kresnik
Johann Kresnik (genannt auch Hans) (* 12. Dezember 1939 in St. Margarethen, Kärnten; † 27. Juli 2019 in Klagenfurt am Wörthersee) war ein österreichischer Tänzer, Choreograf und Theaterregisseur. Er war einer der Pioniere des deutschen Tanztheaters. Seine Stücke, die er „choreografisches Theater“ nannte, waren durchgängig auf Provokation und die Sprengung tanzüblicher Ästhetik angelegt. Vom Tanzchronisten Jochen Schmidt wurde er als der „Berserker“ unter seinen Regiekollegen bezeichnet.

## Biografie
Kresnik wurde als Sohn eines Bergbauern geboren. Seine Mutter heiratete in zweiter Ehe einen Funktionär der steirischen KPÖ, in dessen Grazer Haus die Familie auch lebte. Auch er wurde Mitglied der KPÖ. Seine künstlerische Laufbahn begann Johann Kresnik in Graz, wo er parallel zu einer Werkzeugmacherlehre als Statist an den Vereinigten Bühnen arbeitete und eine Schauspiel- und Tanzausbildung begann. 1959 wurde Kresnik als Gruppentänzer in Graz und ab 1960 nach Bremen engagiert. 1962 ging er an die Bühnen der Stadt Köln, wo er von 1964 bis 1968 als Solotänzer arbeitete. Aufgrund seiner tänzerischen Leistung durfte er bei George Balanchines New York City Ballet gastieren, als Balanchine seine Nussknacker-Choreographie in Köln einstudierte.

### Die ersten Stücke
Nach eigenen Angaben schien ihm das klassische Ballett aber nicht mehr zeitgemäß. Von Hause aus marxistisch vorgebildet, interessierte er sich vor allem für das radikale Schauspiel der Sechzigerjahre und versuchte, diese offeneren Formen auch auf die Tanzbühne zu bringen.
1967 choreografierte er sein erstes Stück, das sich mit einem Teilbereich seiner späteren Hauptthemen Wahnsinn, Wut, Grenzüberschreitung und Tod beschäftigt: eine Collage aus Texten von Patienten, die an Schizophrenie erkrankt sind: O sela pei. 1968 folgte Paradies? – hier thematisierte Kresnik u. a. das Attentat auf Rudi Dutschke.

### Ballettdirektor in Bremen und Heidelberg
Im selben Jahr engagierte Kurt Hübner den knapp Dreißigjährigen als Ballettdirektor an das Bremer Theater, wo Kresnik seine Auseinandersetzung mit Imperialismus, Kriegshetze und Tagespolitik einerseits und der Suche nach der adäquaten Form – und einem geeigneten Tanzpersonal – andererseits fortsetzte.
Es entstanden u. a. Kriegsanleitung für jedermann, PIGasUS (zusammen mit dem Lyriker Yaak Karsunke) und Schwanensee AG sowie 1973 das Stück Traktate, wofür Kresnik erstmals die Bezeichnung „choreographisches Theater“ wählte.
Er wechselte an das Theater der Stadt Heidelberg, wo er 1980 nach einem Libretto des bekannten Therapeuten Helm Stierlin das Stück Familiendialoge vorstellte. Es war Kresniks Abrechnung mit der Zeit des Nationalsozialismus und ihren späteren psychischen Auswirkungen. Kresnik selbst soll als Dreijähriger die Erschießung seines bei der Wehrmacht dienenden Vaters durch slowenische Partisanen erlebt haben. 1983 folgte Mars (1983), nach der Autobiographie des todkranken Millionärssohns mit dem Pseudonym Fritz Zorn, eine Inszenierung, die durch gewalttätige Bilder und monotone Energieausbrüche charakterisiert ist.
Selbstmörder, Mörder, Opfer sind die Themen, die sich durch Kresniks Heidelberger Zeit ziehen. 1988 entstand Macbeth, 1990 Ulrike Meinhof. Im Februar 1992 wurde Frida Kahlo uraufgeführt, ein Stück über Leben und Werk der mexikanischen Malerin. Wendewut brachte Kresnik ein Jahr später auf die Bühne. Darin beschreibt er in Anlehnung an die gleichnamige Erzählung von Günter Gaus die Geschichte einer DDR-Mitläuferin, die im Deutschland der Wendezeit in ihrem Wunsch nach Anpassung an die bundesrepublikanische Gesellschaft scheitert.

### Volksbühne Berlin
Mit Beginn der Spielzeit 1994/95 wechselte Johann Kresnik mit seinem Ensemble an die Volksbühne am Rosa-Luxemburg-Platz in Berlin. Hier wurde im Dezember 1994 das choreografische Stück Ernst Jünger uraufgeführt, eine Anti-Kriegs-Revue, in der sich Kresnik kritisch mit dem militaristischen Gedankengut des hundertjährigen Autors auseinandersetzt. Im April 1995 schloss Kresnik seine Trilogie über Wegbereiter, Mitläufer und Begleiter des Nationalsozialismus ab. Nach Nietzsche und Ernst Jünger wählte er das Leben des Schauspielers, Regisseurs und Intendanten Gustaf Gründgens als Vorlage für ein Stück, das, in Koproduktion zwischen der Volksbühne und dem Deutschen Schauspielhaus, in Hamburg uraufgeführt wurde.

### Choreografisches Theater Bonn
Von 2003 bis 2008 leitete Johann Kresnik das „Choreografische Theater“ der Stadt Bonn. Mit Hannelore Kohl zeigte er im Dezember 2004 auf der Bühne der ehemaligen Bundeshauptstadt die Lebensgeschichte der Gattin des Bundeskanzlers a. D., Helmut Kohl. Hannelore Kohl ist darin zugleich Opfer und Täterin, die den Aufstieg ihres Ehemanns zum Kanzler der Bundesrepublik Deutschland unterstützt, aber die Auswirkungen der Macht psychisch und physisch nicht verkraftet, bis Spendenaffäre und Wahlniederlage ihres Mannes und ihre Krankheit sie in den Freitod treiben.
Im Februar 2006 und im Jänner 2008 hatte Kresnik mit Der Ring des Nibelungen I: Das Rheingold/Die Walküre und Der Ring des Nibelungen II: Götterdämmerung / Siegfried seine beiden letzten Premieren in Bonn. 
Nach Bonn war er gelegentlich freischaffend als Choreograph und Regisseur für Oper und Schauspiel tätig.
Kresnik produzierte seine Stücke an zahlreichen Bühnen, häufig auch in enger Zusammenarbeit mit Librettisten, Komponisten und Bildenden Künstlern. Er gastierte zusammen mit seinem Ensemble bei bedeutenden Festivals in der ganzen Welt.

### Nachwirken
Auch sein Werk wirkt nach. Im Juli 2019 wurde in Wien das Festival ImPulsTanz mit einem Gastspiel des Tanzensembles des Musiktheaters Linz eröffnet. Gezeigt wurde die von Christina Comtesse verantwortete Rekonstruktion seines Stücks Macbeth zur Musik von Kurt Schwertsik in der Originalausstattung von Gottfried Helnwein.
Im Juli 2021 kam in Bleiburg / Pliberk im Kulturni Dom die Hommage an Johann Kresnik Jemand / Nekdo heraus. Für die Regie zeichnete Hannes Hametner verantwortlich, für die Choreografie Christina Comtesse, Ausstattung: Gottfried Helnwein. Die Dramaturgie besorgte Kresniks langjähriger Mitarbeiter Christoph Klimke, die Musik kam von Stefan Thaler & Band. Unter den Mitwirkenden waren langjährige Kresnik-Performer. Ergänzend dazu fand im Bleiburger Werner Berg-Museum eine Gedenkausstellung zu Johann Kresnik statt.

## Auszeichnungen
- Das 2011 gegründete Choreographische Zentrum in Kresniks Geburtsstadt Bleiburg ist nach dem Choreographen benannt.[3]
- 1990 Theaterpreis Berlin und Deutscher Kritikerpreis
- 1994 Berliner Bär (B.Z.-Kulturpreis)
- 2019 Goldenen Verdienstzeichen des Landes Wien.[4] Mit seinen Inszenierungen Macbeth, Ulrike Meinhof, Frida Kahlo und Wendewut wurde Kresnik 1988, 1990, 1992 und 1993 jeweils zum Berliner Theatertreffen eingeladen.[2]
- 2020 postum Großer Kulturpreis des Landes Kärnten[5]

## Inszenierungen
- 1967 Köln: O Sela Pei
- 1968 Köln: Paradies?
- 1969 Berlin: Susi Cremecheese
- 1970 Bremen: Ballet-Uraufführung
- 1970 Bremen: Kriegsanleitung für jedermann
- 1970 Bremen: Frühling wurd...
- 1970 Bremen: PIGasUS
- 1971 Berlin: Jaromir
- 1971 Bremen: Schwanensee AG
- 1973 Bremen: Traktate
- 1974 Bremen: Die Nibelungen
- 1975 Bremen: Romeo und Julia
- 1976 Bremen: Bilder des Ruhms
- 1976 Bremen: Peter und der Wolf
- 1977 Bremen: Jesus GmbH
- 1977 Wien: Masada
- 1978 Bremen: Magnet
- 1978 Heidelberg: Spiel von Seele und Leib
- 1979 Heidelberg: Hammel und Bammel als Verkehrspolizisten
- 1980 Heidelberg: Familiendialog
- 1980 Heidelberg: Pelleas und Melisande
- 1980 Heidelberg: Die Hamletmaschine
- 1981 Heidelberg: Der Aufhaltsame Aufstieg des Arturo Ui
- 1981 Frankfurt am Main: Die Soldaten
- 1982 Heidelberg: Sacre
- 1983 Heidelberg: Mars
- 1984 Heidelberg: Ausverkauf
- 1985 Heidelberg: Sylvia Plath
- 1986 Heidelberg: Pasolini – Der Traum von einem Menschen
- 1986 München: Herzlich Willkommen
- 1987 Heidelberg: Mörder Woyzeck
- 1988 Heidelberg: Macbeth
- 1988 Mannheim: Germania – Tod in Berlin
- 1989 Heidelberg: Oedipus
- 1989 Stuttgart: König Ubu
- 1990 Bremen: Ulrike Meinhof
- 1990 Stuttgart: Marat-Sade
- 1991 Bremen: König Lear
- 1991 Stuttgart: Und siehe es geschah in jener Nacht
- 1992 Bremen: Frida Kahlo
- 1992 São Paulo: (Zero) 2
- 1992 Bremen: Wendewut
- 1993 Basel: Mars
- 1993 Berlin: Rosa Luxemburg – Rote Rosen für Dich
- 1993 Stuttgart: Francis Bacon
- 1994 Bremen: Nietzsche
- 1994 Berlin: Ernst Jünger
- 1995 Hamburg: Gründgens
- 1995 Stuttgart: Othello
- 1995 Stuttgart: Hänsel und Gretel
- 1996 Hamburg: Pasolini – Testament des Körpers
- 1996 Köln: Riefenstahl
- 1997 Berlin: Gastmahl der Liebe
- 1997 Berlin: Antonin Nalpas
- 1997 Bremen: Fidelio
- 1998 Hamburg: Suburbio/Niemandsland
- 1998 Mannheim: Brecht
- 1998 Mexiko: La Malinche
- 1998 Berlin: Hotel Lux
- 1999 Berlin: Goya – Der Schlaf der Vernunft gebiert Ungeheuer
- 1999 Wien: Wiener Blut
- 1999 Bremen: Die letzten Tage der Menschheit
- 1999 Berlin: Richard III
- 1999 Saarbrücken: Nabucco
- 2000 Wien: Don Quixote
- 2000 Hamburg: Aller Seelen
- 2000 Graz: Schnitzlers Brain
- 2000 Bremen: Intolleranza
- 2000 Bogotá: Plan Via
- 2001 Berlin: Garten der Lüste. BSE
- 2001 Hannover: Woyzeck
- 2002 Stuttgart: Baudelaire
- 2002 Berlin: Picasso
- 2002 Dresden: Die Trümmer des Gewissens/Straßenecke
- 2002 Hannover: Antigone
- 2003 Essen: Everyman
- 2003 Bremen: Vogeler
- 2003 Salzburg: Peer Gynt
- 2003 Gera: Die Sechste Stunde
- 2004 Bremen: Die Zehn Gebote
- 2004 Bonn: Hannelore Kohl
- 2004 Bonn: Hundert Jahre Einsamkeit
- 2005 Bonn: Hans Christian Andersen
- 2005 Bonn: Roberto Zucco
- 2005 Wien: Spiegelgrund
- 2005 Stuttgart: Gudrun Ensslin
- 2006 Potsdam: Otto, Hans
- 2006 Bonn: Der Ring des Nibelungen: Das Rheingold / Die Walküre
- 2007 Bremen: Amerika
- 2007 Erfurt: Un ballo in maschera (Ein Maskenball)
- 2008 Bonn: Der Ring des Nibelungen: Götterdämmerung / Siegfried
- 2010 Osnabrück: Felix Nussbaum
- 2010 Staatstheater Cottbus: Fürst Pücklers Utopia
- 2012 Heidelberg: Sammlung Prinzhorn
- 2013 Berlin: Villa Verdi
- 2015 Berlin: Die 120 Tage von Sodom
- 2016 Wuppertal: Die Hölle / Inferno